# Żednia
Żednia – osada w Polsce położona w województwie podlaskim, w powiecie białostockim, w gminie Michałowo.
Wieś jest siedzibą sołectwa Żednia w skład którego wchodzą: Żednia i Zajma
Prawosławni mieszkańcy wsi należą do parafii Zaśnięcia Najświętszej Marii Panny w Zabłudowie, a wierni kościoła rzymskokatolickiego do parafii Opatrzności Bożej w Michałowie.

## Historia
W końcu XVIII wieku na rzece Żednia, w hrabstwie Zabłudów wybudowano młyn wodny. Przy młynie mieszkała rodzina Adama Kozłowskiego składająca się z 2 mężczyzn i 3 kobiet. Użytkowała ona 4,5 morgami ziemi oraz posiadała 1 konia, 2 woły, 2 krowy, 1 jałówkę, 4 owce i 2 świnie. Młyn w tym okresie był własnością księcia Dominika Radziwiłła.

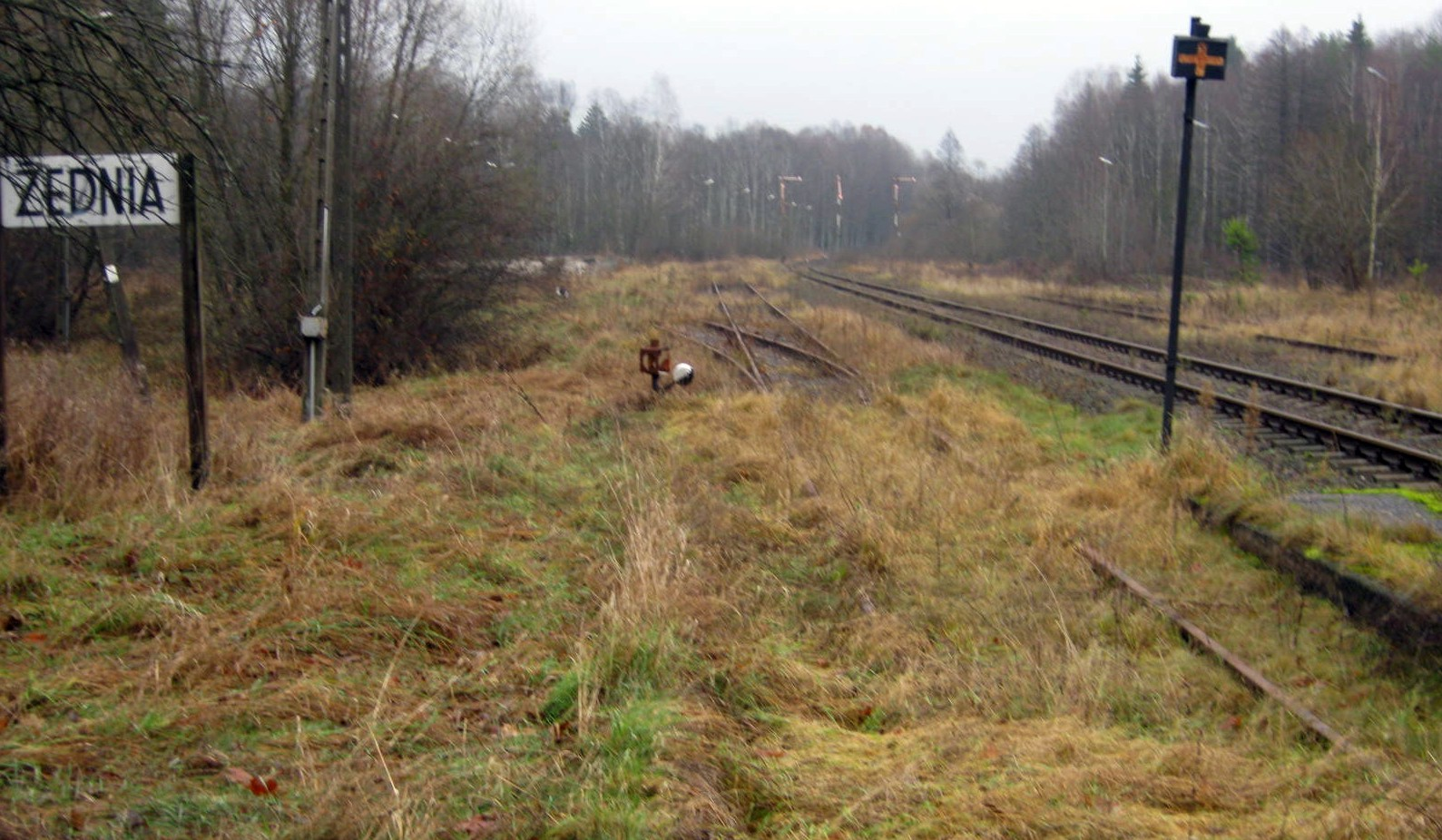
Dawna stacja, obecnie przystanek osobowy Żednia.

Od 5 grudnia 1886 roku po wybudowaniu linii kolejowej Białystok – Żednia – Waliły – Baranowicze – Wołkowysk Żednia stała się stacją osobową i załadunkowo–rozładunkową. W Żedni i w Waliłach były stacje kolejowe z dworcami, wybudowanymi na wzór dworca w Białymstoku z obszernymi poczekalniami i restauracjami. W okresie międzywojennym szlakiem tym jeździł ekspres Paryż – Moskwa z taką dokładnością, że było można regulować zegarki. W sąsiedztwie stacji wybudowano także wielorodzinny budynek mieszkalny dla rodzin kolejarzy.
W 1921 roku w Żedni mieszkało 48 osób, w tym 26 mężczyzn i 22 kobiety. 
Nieopodal Sokolego w Starym Tartaku pomiędzy 1923, a 1930 rokiem spółka niemiecka „Silweksport” zbudowała tartak o napędzie parowym, który pracował do czerwca 1940 roku. Drewno z tartaku Stary Tartak było wożone kolejką wąskotorową do stacji kolejowej w Żedni.
W okresie okupacji niemieckiej, w czerwcu 1942 roku w pobliżu stacji kolejowej oddział partyzantów radzieckich stoczył walkę z oddziałem żandarmerii niemieckiej. Wśród Niemców byli zabici i ranni. Jesienią tego roku partyzanci wykoleili jeszcze kilka pociągów niemieckich. Jeden w pobliżu stacji, a drugi pomiędzy Żednią a wsią Kuriany.
W lipcu 1944 roku pod naporem wojsk Armii Czerwonej Niemcy opuścili bez walk Żednię wysadzając w powietrze murowany dworzec kolejowy, pozostawiając wielorodzinny budynek mieszkalny w którym mieszkała obsługa dworca.

## Lata 1944–2019

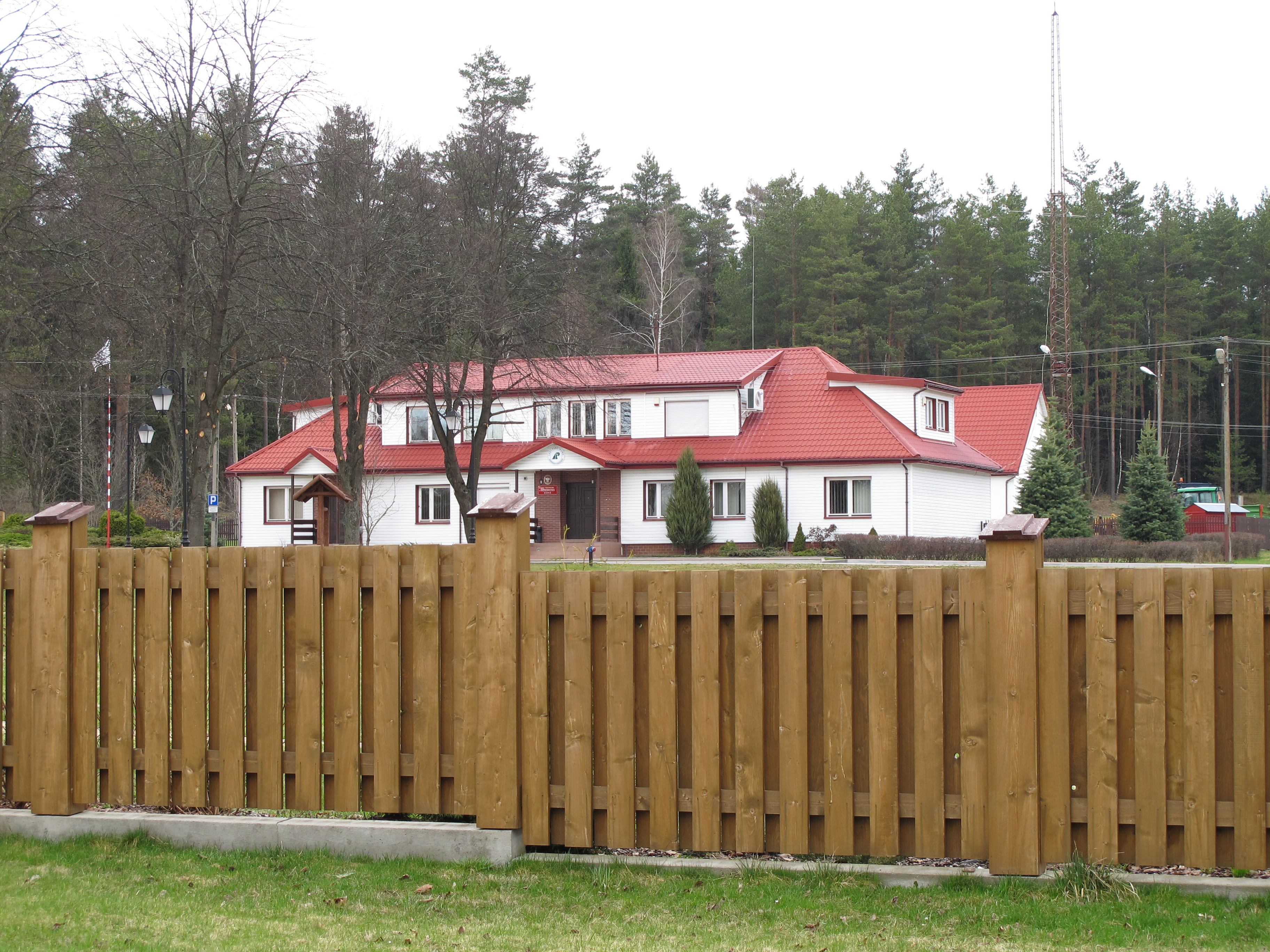
Siedziba nadleśnictwa Żednia

Po zakończeniu wojny w Żedni usytuowano siedzibę nadleśnictwa Żednia. W carskim wielorodzinnym budynku mieszkalnym (po prawej stronie) urządzono poczekalnię i pomieszczenia dla zawiadowcy stacji do obsługi trasy PKP Białystok – Zubki Białostockie.
W Żedni w 1946 roku mieszkały 34 osoby, a w roku 1960, 148 osób. 
W grudniu 1963 roku wsie Sokole i Żednia zostały zelektryfikowane. 
W latach 60 i 70 XX w. w Żedni działał prężnie klub RSW – Prasa – Książka „RUCH”. Klub powstał dzięki nadleśniczemu nadleśnictwa Żednia, Stefanowi Krukowskiemu. W klubie gościł między innymi Janusz Gajos, znany wówczas powszechnie z roli Janka w serialu „Czterej pancerni i pies”. 
W latach 1963–1965 nadleśnictwo Żednia zbudowało zespół budynków, składający się z budynku administracyjnego, budynków mieszkalnych i gospodarczych. W latach 1975–1998 miejscowość administracyjnie należała do województwa białostockiego.
W latach 80 i 90 XX wieku zbudowano dodatkowo kilka domków jednorodzinnych i blok dla pracowników nadleśnictwa.
W 1990 roku liczba mieszkańców Żedni wzrosła do 221 osób (103 mężczyzn i 118 kobiet). 
Przez Żednię przebiega droga wojewódzka (dawniej krajowa) nr 686 Widły – Michałowo – Jałówka. Z innymi miejscowościami połączona jest komunikacją PKS. 
Dnia 2 kwietnia 2000 roku Żednia została pozbawiona komunikacji kolejowej, linia PKP Białystok – Zubki Białostockie została zamknięta dla ruchu pociągów osobowych.

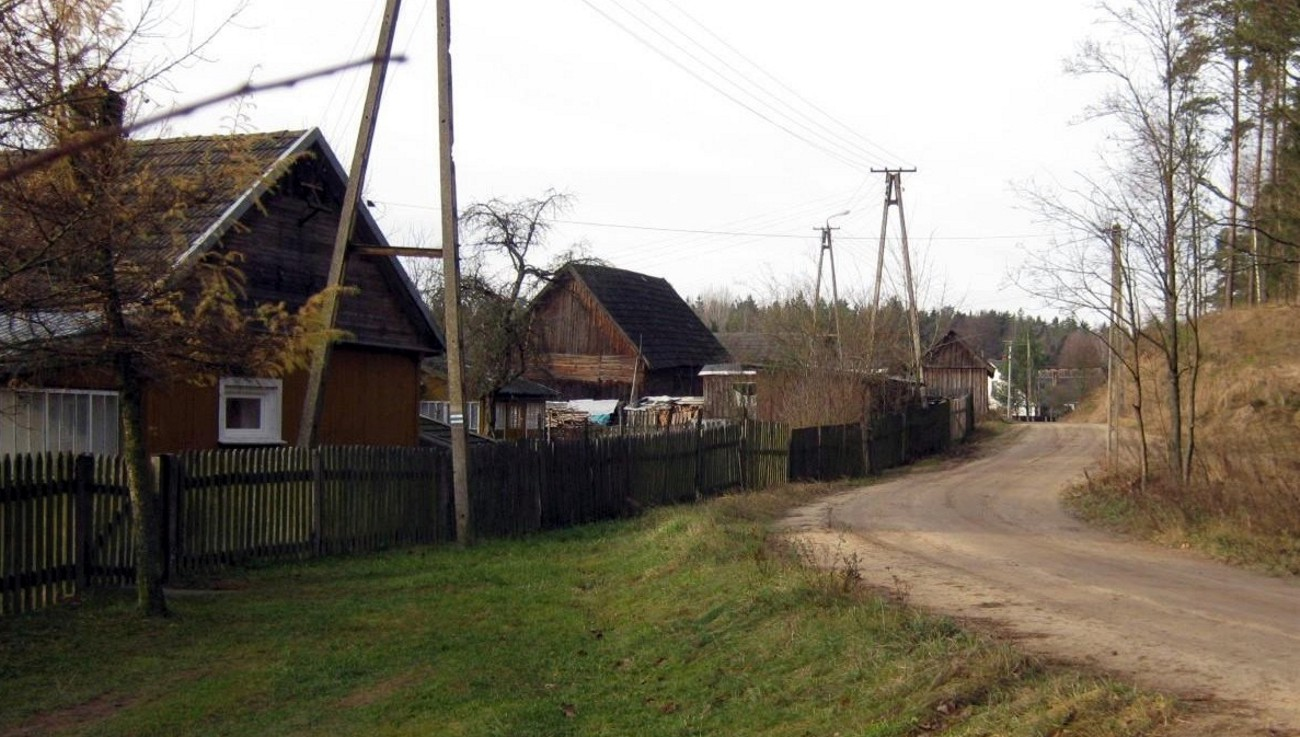
Ulica w Żedni

Pod koniec XX wieku w 2000 roku mieszkały w Żedni 163 osoby, w tym 73 kobiety i 90 mężczyzn. 
W Żedni do czerwca 2000 roku funkcjonował Urząd Pocztowy, który obsługiwał pobliskie miejscowości i leśniczówki. Obecnie siedziba poczty znajduje się w Michałowie. 
Żednia w październiku 2008 roku otrzymała wodę z kranów, która została włączona do wodociągu Sokole.
Osada Żednia jest ośrodkiem przemysłu leśnego.
Nadleśnictwo ma powierzchnię około 900 km kwadratowych, a swoim obszarem sięga granic kraju z Białorusią. Nadleśnictwo Żednia jest częścią Regionalnej Dyrekcji Lasów Państwowych w Białymstoku. Podstawowa działalność organizacji to ochrona lasów (przed szkodnikami, przeciwpożarowa), zalesianie i produkcja sadzonek drzew i krzewów leśnych.
Nadleśniczym Nadleśnictwa Żednia jest Jarosław Karpiuk. 
W 2008 roku w Żedni mieszkały 144 osoby, w tym 64 mężczyzn i 80 kobiet.
W Żedni w 2010 r. mieszkało tylko 141 osób zameldowanych na stałe i 11 osób z meldunkiem tymczasowym.
Od 2016 roku wznowiono kursowanie pociągów pasażerskich pomiędzy Białymstokiem a Waliłami. 